# Чайна-Спрінг (Техас)
Чайна-Спрінг (англ. China Spring) — переписна місцевість (CDP) в США, в окрузі Макленнан штату Техас. Населення — 1436 осіб (2020).

## Географія
Чайна-Спрінг розташована за координатами 31°38′57″ пн. ш. 97°18′17″ зх. д. / 31.64917° пн. ш. 97.30472° зх. д. (31.649223, -97.304772).  За даними Бюро перепису населення США в 2010 році переписна місцевість мала площу 11,97 км², уся площа — суходіл.

## Демографія
Згідно з переписом 2010 року, у переписній місцевості мешкала 1281 особа в 448 домогосподарствах у складі 355 родин. Густота населення становила 107 осіб/км².  Було 490 помешкань (41/км²).
Расовий склад населення:
| - 93,2 % — білих - 1,7 % — корінних американців - 0,9 % — чорних або афроамериканців - 2,9 % — осіб інших рас |

До двох чи більше рас належало 1,2 %. Частка іспаномовних становила 14,9 % від усіх жителів.
За віковим діапазоном населення розподілялося таким чином: 28,6 % — особи молодші 18 років, 60,7 % — особи у віці 18—64 років, 10,7 % — особи у віці 65 років та старші. Медіана віку мешканця становила 35,1 року. На 100 осіб жіночої статі у переписній місцевості припадало 96,8 чоловіків;  на 100 жінок у віці від 18 років та старших — 91,4 чоловіків також старших 18 років.
Середній дохід на одне домашнє господарство  становив 65 824 долари США (медіана — 48 618), а середній дохід на одну сім'ю — 72 168 доларів (медіана — 49 485). За межею бідності перебувало 22,8 % осіб, у тому числі 41,8 % дітей у віці до 18 років та 10,9 % осіб у віці 65 років та старших.
Цивільне працевлаштоване населення становило 670 осіб. Основні галузі зайнятості: освіта, охорона здоров'я та соціальна допомога — 24,5 %, виробництво — 19,1 %, науковці, спеціалісти, менеджери — 11,2 %, транспорт — 9,6 %.